# Gillespie Field (tranvía de San Diego)
La estación Gillespie Field es una terminal estación de la línea Verde del Tranvía de San Diego, la estación cuenta con cuatro vías y dos plataformas laterales. Su nombre se debe al aeropuerto del mismo nombre que está localizado casi junto a la estación.

## Conexiones
- Las conexiones con esta línea están disponible con el autobús número 870, aunque sólo funciona durante las horas pico.[1]